# جکهر امام شاه
جکهر امام شاه (به انگلیسی: Jakhar Imam Shah) یک شهرک در پاکستان است که در ناحیه دیره غازی خان واقع شده‌است.